# 北斗軍
北斗軍（ほくとぐん）は、全日本プロレスで活動するプロレスのユニット。

## 概要
2023年の世界最強タッグ決定リーグ戦に中嶋勝彦とのタッグで出場した大森北斗が、勝手に名乗ったタッグチーム名「北斗軍」が由来。最強タッグでは優勝するが、翌2024年3月の大田区総合体育館大会を最後に中嶋が全日本プロレスを離脱。
北斗はゼンニチ本隊で活動していたが、2024年のチャンピオン・カーニバルに出場していた羆嵐とのタッグを宣言。5月には3日仙台大会にて愛澤 No.1、6月には9日岐阜大会でハートリー・ジャクソンと柳ケ瀬プロレスのジャック・ケネディが加入。北斗は6月24日にXの投入を予告し、Xの正体としてサイラスが合流。北斗もコスチュームを一新し、あらためて北斗軍の始まりを宣言した。
同年10月23日には、北斗&羆嵐&サイラス組で石川修司&橋本千紘&優宇組の保持する全日本プロレスTV認定6人タッグ王座に挑戦し、北斗軍が勝利して戴冠を果たす。
2024年の最強タッグには2チームが出場するも、結果は残せず。さらに12月31日、「第52回 紅白プロレス合戦　6人タッグマッチ」として行われた試合で、敗者チームは女装して全日本プロレス公式YouTubeチャンネルで1時間の生配信を行う条件を突きつけたものの、結果として北斗軍の罰ゲームが決定。2025年1月14日に北斗&羆嵐による生配信が行われた。
2025年1月2日、6人タッグ王座選手権試合でバカの時代（青柳優馬&阿部史典&佐藤光留）に敗れ失冠。以後バカの時代と抗争に突入し、アジャコングや近藤修司をサポートメンバーに迎えるも6人タッグ王座の奪還は果たせなかった。3月9日、北斗軍春のトライアウトを実施し、トライアウトで北斗を下した「世界のYOSHIDA」こと吉田隆司が新メンバーに加わる。5月18日、大森&羆嵐&吉田のトリオで6人タッグ王座に挑戦し、北斗軍スペシャルを成功させるなど三度目の正直で奪還を果たした。なお王座奪取後、北斗はリング上で対綾部蓮にXならぬ「XXL」を、6月1日仙台サンプラザホール大会で投入することを予告した。
6月1日、XXLとしてNWAのタロースが登場、北斗軍に加わる。しかし8月3日、綾部とのシングルマッチを経て意気投合、綾部と共闘の道を選び、北斗軍を脱退した。

## メンバー
- 大森北斗　※リーダー
- 羆嵐（フリー）
- 愛澤 No.1（フリー、2024年5月3日 - ）
- ハートリー・ジャクソン（フリー、2024年6月9日 - ）
- ジャック・ケネディ（柳ヶ瀬プロレス、2024年6月9日 - ）
- サイラス（フリー、2024年6月24日 - ）
- 他花師（DRAGON GATE、2025年3月9日 - ）

## サポートメンバー
- アジャコング（2025年1月26日[11]、6月24日[12]）
- 近藤修司（2025年2月11日）

## 元メンバー
- タロース（英語版）（NWA、2025年6月1日 - 8月3日）

## 戦績
全日本プロレス
- GAORA TV チャンピオンシップ
  - 他花師（第29代）
- 全日本プロレスTV認定6人タッグ王座
  - 大森北斗&羆嵐&サイラス（第9代）
  - 大森北斗&羆嵐&吉田隆司[注釈 2]（第11代）

## 連携技
北斗軍スペシャル
3人がかりの裏摩周。初出は2024年9月1日福岡アイランドシティフォーラム大会の6人タッグ戦。
コーナーポスト上の相手に北斗がブレーンバスターの体制を取り、さらにパートナーが北斗を二人がかりで投げつける。
しかし毎回相手にこらえられてしまい、北斗のみが投げられ失敗に終わり、形勢逆転されるまでがお決まりのパターンだが、ごくまれに成功する。

## ユニット入場曲
- 北斗軍ラップ/吉田隆司